# Tros de Santa Maria (Serradell)
El Tros de Santa Maria és un indret de camps de conreu, actualment parcialment abandonats, del terme municipal de Conca de Dalt, a l'antic terme de Toralla i Serradell, al Pallars Jussà, en territori que havia estat del poble de Serradell.
Està situat a ponent de Serradell, al peu de la Pista del Bosc, al sud-oest de lo Seix i lo Palaut, a ponent de Llinars i la Plantada, i al nord-oest de Bramapà. La llau de Santa Maria travessa pel mig aquest paratge.